# Oscilator armonic

Mișcare armonică simplă

În mecanica clasică, oscilatorul armonic reprezintă un sistem care, deplasat dintr-o poziție fixă (numită poziție de echilibru) este acționat de o forță care se opune deplasării și al cărei modul este proporțional cu deplasarea:
{\displaystyle {\vec {F}}=-k{\vec {x}}}(1)
unde k este o constantă pozitivă numită constanta elastică a sistemului.
Principalele proprietăți ale oscilatorului armonic sunt:
- frecvența mișcării este independentă de amplitudinea oscilației în domeniul de liniaritate;
- efectele mai multor forțe se suprapun liniar.

## Cazuri particulare
- oscilație armonică simplă: Asupra sistemului acționează doar forța F;
- oscilație amortizată: Asupra sistemului acționează și o forță de rezistență, care se opune deplasării și al cărei modul este proporțională cu viteza sistemului;
- oscilație forțată: Asupra sistemului acționează și o forță exterioară (eventual variabilă în timp).

## Exemple
Oscilatorul armonic constituie un exemplu de mișcare periodică ce servește ca model pentru mai multe probleme de fizică clasică sau mecanică cuantică.
Exemple de sisteme care pot efectua un astfel de tip de mișcare când ies din starea de echilibru:
- un corp fixat de un resort;
- un pendul simplu;
- un circuit electric compus dintr-o bobină și un condensator.

În cazul oscilațiilor mecanice, mărimea care variază periodic este distanța sau unghiul, iar în cazul celor electromagnetice variază periodic sarcina electrică din circuit, deci curentul electric.
Analogia dintre mărimile mecanice și electrice conduce la tratarea unitară a acestor procese și înțelegerea fenomenelor care au loc în circuitele electrice de curent alternativ având ca model oscilațiile mecanice.

## Oscilații armonice libere

### Corp fixat de un resort

Sistemul aflat în echilibru (A), în stare comprimată (B) și în stare dilatată (C)

Un caz simplu de oscilație armonică liniară îl constituie mișcarea unui sistem format dintr-un corp de masă m, fixat de un resort cu constantă elastică k și care este deplasat ușor din poziția de echilibru.
Mișcarea corpului se efectuează pe direcția Ox sub acțiunea forțelor elastice:
{\displaystyle F=-kx.}
Conform legii fundamentale a dinamicii:
{\displaystyle m{\frac {d^{2}x}{dt^{2}}}=-kx}
{\displaystyle {\frac {d^{2}x}{dt^{2}}}+{\frac {k}{m}}x=0}
{\displaystyle {\frac {d^{2}x}{dt^{2}}}+\omega _{0}^{2}x=0}
unde ω02 = k/m este pulsația sau frecvența unghiulară proprie a sistemului alcătuit din resort și corp.
Ultima ecuație este o ecuație diferențială de gradul al doilea și care are soluția de forma:
{\displaystyle x=A\sin(\omega _{0}t+\phi _{0}),} (5)
unde:
A = amplitudinea mișcării;
ω0 t + φ0 = faza mișcării;
φ0 = faza inițială a mișcării (la momentul t = 0).
Viteza și accelerația la momentul t se deduc succesiv:
{\displaystyle v={\frac {dx}{dt}}=\omega _{0}A\cos(\omega _{0}t+\phi _{0})}
{\displaystyle a={\frac {dv}{dt}}={\frac {d^{2}x}{dt^{2}}}=-\omega _{0}^{2}A\sin(\omega _{0}t+\phi _{0}).}
Perioada și frecvența se determină pe baza relației:
{\displaystyle \omega =2\pi \nu ={\frac {2\pi }{T}}}
și sunt determinate pe baza relației dintre constanta elastică și masa corpului:
{\displaystyle T=2\pi {\sqrt {\frac {m}{k}}};}     {\displaystyle \nu ={\frac {1}{2\pi }}{\sqrt {\frac {k}{m}}}.}
Energia cinetică a oscilatorului este:
{\displaystyle E_{c}={\frac {1}{2}}m\left({\frac {dy}{dt}}\right)^{2}={\frac {m\omega _{0}^{2}}{2}}A^{2}\cos ^{2}(\omega _{0}t+\phi )}
Acțiunea forței elastice determină oscilatorul să acumuleze o energie potențială elastică:
{\displaystyle E_{p}=k{\frac {y^{2}}{2}}={\frac {m\omega _{0}^{2}}{2}}A^{2}\sin ^{2}(\omega _{0}t+\phi ),}
astfel că energia mecanică totală a oscilatorului este:
{\displaystyle E=E_{c}+E_{p}={\frac {kA^{2}}{2}}.}
Această relație reprezintă legea conservării energiei în cazul oscilatorului armonic liniar.
Energia cinetică și energia potențială a oscilatorului sunt variabile în timp, transformându-se una în alta, dar în așa fel încât suma lor (energia mecanică totală) să rămână constantă.

### Pendulul simplu (pendulul gravitațional)

Pendul gravitaţional

Considerăm un pendul gravitațional alcătuit dintr-un corp de masă m, fixat de capătul inferior al unui fir considerat fără masă, inextensibil și netorsionabil de lungime l, care se mișcă în plan vertical.
Forța care produce mișcarea este componenta tengențială a greutății, iar spațiul străbătut este arcul {\displaystyle s=l\theta .}
Se scrie legea fundamentală a dinamicii:
{\displaystyle m{\frac {d^{2}s}{dt^{2}}}=-mg\sin \theta ;} deci {\displaystyle {\frac {d^{2}s}{dt^{2}}}=l{\frac {d^{2}\theta }{dt^{2}}}}
Rezultă:
{\displaystyle ml{\frac {d^{2}\theta }{dt^{2}}}+mg\sin \theta =0.}

### Oscilația unei coloane de lichid
Se consideră un tub în formă de U, cu aria secțiunii S, în care se află un lichid de viscozitate neglijabilă, de densitate {\displaystyle \rho } și a cărui coloană are lungimea l. Dacă y este deplasarea momentană (la timpul t) a coloanei față de poziția de echilibru (când capetele se află la același nivel), atunci energia cinetică a masei de fluid {\displaystyle m=\rho Sl} este:
{\displaystyle E_{c}={\frac {1}{2}}\rho Sl\left({\frac {dy}{dt}}\right)^{2}.}
Energia potențială este:
{\displaystyle W_{p}=\rho gSy^{2},}
unde g este accelerația gravitațională.
Conform legii conservării energiei,
{\displaystyle {\frac {d}{dt}}\left(E_{c}+W_{p}\right)=0,}
de unde rezultă ecuația diferențială:
{\displaystyle {\frac {d}{dt}}\left(l\left({\frac {dy}{dt}}\right)^{2}+2gy^{2}\right)=0.}
Se va obține pulsația proprie a coloanei de lichid ca fiind:
{\displaystyle \omega ={\sqrt {\frac {2g}{l}}},}
care este independentă de amplitudinea oscilației, de natura fluidului sau de aria secțiunii tubului.